# Minh Hóa
Minh Hóa är ett administrativt område i den vietnamesiska provinsen Quang Binh. Totalt har området ett invånarantal på 45 013 (2007) och en area på 1410,04,52 km².